# Ad-Dabis
Ad-Dabis (arab. الدابس) – wieś w Syrii, w muhafazie Aleppo. W 2004 roku liczyła 880 mieszkańców.